# David V. Tansley
David V. Tansley  (* 1934 in London, Vereinigtes Königreich; † 1988) war ein bedeutender Vertreter in der Entwicklung der klassischen Radionik, einem komplementär-medizinischen Heilverfahren, das unter dem Begriff der instrumentengestützten Fern- bzw. Geistheilung gefasst werden kann.

## Lebenslauf
Nach einer landwirtschaftlichen Ausbildung emigrierte Tansley im Alter von 17 nach Kanada. Zwei Jahre später zog er nach Kalifornien, wo er im Gartenbau und der Landschaftsgestaltung Arbeit fand. In der weiteren Zeit pendelte er zwischen Kalifornien und England in unterschiedlichen Beschäftigungen hin und her. Er war zwei Jahre bei der Royal Air Force als Radartechniker beschäftigt, arbeitete in Kalifornien als Bildhauer und absolvierte in Großbritannien die Kunstschule St. Martins School of Art, bevor er zurück in Kalifornien mit der Ausbildung zum Chiropraktiker begann und diese am Los Angeles College of Chiropractic 1965 abschloss.
Während seiner Zeit in Kalifornien studierte David V. Tansley die indischen Weisheiten im dortigen Ananda Ashram. Nach England zurückgekehrt arbeitete er als Chiropraktiker und interessierte sich zunehmend für Radionik. Er trat in die Radionic Association ein und wurde ein Mitglied des Councils dieser Gesellschaft. Vor allem in den 1970er und 1980er Jahren publizierte er eine Reihe von Büchern zum Thema Radionik und prägte damit deren Vorstellungswelt und Arbeitsmethodik. David V. Tansley starb an Bauchspeicheldrüsenkrebs.

## Einfluss auf die Radionik
Aufgrund von ausführlichen Studien im Ananda Ashram in Kalifornien machte sich David V. Tansley die Sichtweise der indischen Philosophie zu eigen. Während die Radionik bis zu diesem Zeitpunkt eine im Wesentlichen organisch, materielle Zielrichtung hatte, brachte David V. Tansley die Arbeit mit den feinstofflichen Körpern (Mental-, Astral- und ätherischer Körper) und mit den Chakren, sowie eine auf energetischen Störungen beruhende Krankheitslehre in die radionische Arbeitsweise ein. Wesentliche Aspekte seiner Vorstellung bezog er ebenfalls aus den Werken von Alice Bailey, einer Theosophin, Esoterikerin und Autorin.

## Publikationen
Alle Publikationen wurden von Tansley in englischer Sprache publiziert, eingerückt die vorliegenden Übertragungen ins Deutsche:
- Radionics & The Subtle Anatomy of Man. 1972, ISBN 0846410443.
  - Der feinstoffliche Mensch: Radionik und energetische Behandlung. Synthesis-Verlag, Essen 1993, ISBN 3922026621.
- Radionics: Interface with the Ether Fields. 1975, ISBN 1846042283.
  - Radionik: Energetische Diagnose und Behandlung.  Synthesis-Verlag, Essen 1989, ISBN 3922026443.
- Dimensions of Radionics. 1977, ISBN 0914732293.
  - Dimensionen der Radionik: Neue Techniken instrumentengestützten Fernheilens. Radionik-Verlag, Nienburg 1999, ISBN 3934441009.
- Subtle Body: Essence and Shadow (Art & Imagination). 1977, ISBN 0500810141.
  - Energiekörper. Kösel, München 1985, ISBN 3466341140.
- Omens of Awareness. 1979, ISBN 0349133719.
- Radionics Science or Magic? 1982, ISBN 0852071523.
  - Radionik: Wissenschaft oder Magie?  Radionik-Verlag, Nienburg 2003, ISBN 3934441130.
- Chakras Rays and Radionics. 1984, ISBN 0852071612.
  - Aura, Chakren und die Strahlen des Lebens. Synthesis-Verlag, Essen 1994, ISBN 3922026613.
- Ray Paths and Chakra Gateways: Approach to Spiritual Psychology Through Radionics. 1985, ISBN 0852071736.
- Raiment of Light. 1987, ISBN 014019052X.
  - Die Aura des Menschen. Synthesis-Verlag, Essen 1993, ISBN 3922026605.
- Radionic Healing: Is it for You?, 2. Auflage. 1988, ISBN 1852300388.